# 托雷西利亚德洛桑赫莱斯
托雷西利亚德洛桑赫莱斯，是西班牙埃斯特雷马杜拉卡塞雷斯省的一个市镇。总面积43平方公里，总人口764人（2001年），人口密度18人/平方公里。